# Raionul Perecin, Transcarpatia
Perecin (în ucraineană Перечинський район, transliterat: Pereciînskîi raion) este un raion în regiunea Transcarpatia, Ucraina. Reședința sa este așezarea de tip urban Perecin.

## Demografie
Componența lingvistică a raionului Perecin
     Ucraineană (96,6%)
     Rusă (1,28%)
     Alte limbi (1,93%)
Conform recensământului din 2001, majoritatea populației raionului Perecin era vorbitoare de ucraineană (96,6%), existând în minoritate și vorbitori de rusă (1,28%).